# Protetyka stomatologiczna
Protetyka stomatologiczna – dział stomatologii poświęcony odtwarzaniu pierwotnych warunków zgryzowych po utracie zębów naturalnych, lub po ich masywnym uszkodzeniu.  
W obrębie zainteresowań protetyki stomatologicznej znajduje się również rehabilitacja pacjentów po operacjach (onkologicznych, plastycznych) za pomocą protez pooperacyjnych oraz epitez (ektoprotez - protezy nosa, ucha itp.).
Do odtworzenia wykorzystuje się uzupełnienie protetyczne. Mogą one być stałe (niedające się usunąć z ust), lub ruchome (dające się wyjąć z ust), lub kombinowane (protezy ruchome połączone z uzupełnieniami stałymi za pomocą zasuw, zatrzasków, rygli, lub koron teleskopowych). 
Do uzupełnień protetycznych ruchomych zalicza się m.in. protezy akrylowe, protezy szkieletowe (proteza ruchoma śluzówkowo-ozębnowa), protezy nylonowe, lub acetalowe, a do stałych m.in. korony i mosty (metalowe-lane, licowane porcelaną na podbudowie metalowej oraz pełnoceramiczne).
W Polsce protetyka stomatologiczna jest jedną ze specjalizacji lekarsko-dentystycznych, która trwa 3 lata, a jej konsultantem krajowym od 1 maja 2021 roku jest prof. dr hab. Teresa Urszula Sierpińska.